# Guðröðr
Guðröðr il Cacciatore Hálfdansson (norreno: Guðröðr Veiðikonung, islandese: Guðröður veiðikonung, norvegese: Gudrød Veidekonge; fine VIII secolo – Stiflesund, IX secolo) fu re di alcuni piccoli regni in Norvegia, appartenente al clan dei Yngling.
Guðröðr è menzionato nel Ynglingatal solo con l'appellativo Il Magnificente, mentre nella Saga degli Ynglingar anche come il Cacciatore.
Figlio di Halfdan il Mite e di Liv Dagsdotter di Vestmar (nell'attuale Telemark), sposò Alfhild, una figlia di Alfarin, il re di Alfheim (Bohuslän), che era l'antico nome del territorio tra Glomma e Göta älv. Snorri riporta anche che era re di Vestfold. 
Quando Alfhild morì, Guðröðr inviò i suoi condottieri presso il territorio di Agder ed il suo re Harald Granraude per proporre un matrimonio con sua figlia Åsa. Tuttavia, Harald rifiutò, così Guðröðr  decise prenderla con la forza.
I suoi guerrieri attaccarono di notte e, dopo una lunga battaglia, uccisero Harald e suo figlio Gyrd e rapirono Åsa, che dovette sposare Guðröðr. Ebbero un figlio, che sarà ricordato come Halfdan il Nero.
Quando Halfdan aveva appena un anno, Guðröðr, ubriaco dopo un banchetto presso Stiflesund, morì trafitto da una lancia mentre scendeva dalla passerella della nave dal paggio di Åsa; il ragazzo, che fu ucciso immediatamente dopo il gesto, agì per conto della stessa moglie di Guðröðr.

## Storicità
Dalle fonti storiche sono pervenuti troppi pochi indizi per poter collocare Guðröðr in un contesto storico più concreto di quello delineato dalle suddette saghe. Gli storici che ci hanno provato sono giunti a risultati piuttosto contrastanti. I tentativi, tuttavia, permettono almeno di chiarire il tipo di figura leggendaria. Gudrød-Olav ricorre non solo nelle fonti norrene, ma anche – come Godfraidh-Amhlaeibh – in una genealogia di re Vichingo-gaelici, di origine norvegese, conservata a Dublino. E' riportato che Amhlaeibh si sia recato in Norvegia nell'871 per aiutare suo padre Godfraidh, il cui regno era minacciato. Alcuni storici hanno voluto equiparare il Guðröðr della tradizione norrena a il Godfraidh della tradizione irlandese. Come identificazione storica – e collegamento delle fonti – questa identificazione si traduce tuttavia in una grave discrepanza cronologica. Guðröðr non poteva essere in pieno vigore come re norvegese nello stesso periodo in cui il suo presunto nipote, Harald Bellachioma, agiva come conquistatore. Questa identificazione è stata quindi respinta.
Altri hanno voluto vedere nel soprannome di Guðröðr due figure storiche, un re di Vestfold ("il generoso") e un re degli Altipiani ("il re della caccia"), figure che in seguito non furono tenute separate. Anche questa equiparazione è fuorviante. Guðröðr corrisponde anche in larga misura al re danese Goffredo (Godofrido), morto nell'810. Nelle fonti franche è menzionato come uno degli avversari più temuti di Carlo Magno. Una delle fonti franche afferma che Goffredo/Gudrød fu assassinato, ucciso da un subordinato, in un modo che ricorda la morte di Gudrød a casa di Snorri. In un'altra fonte franca c'è una versione alternativa che ci porta a pensare al "re cacciatore": Goffredo fu ucciso durante una battuta di caccia, aggredito dal figlio, nel tentativo di vendicarsi del padre che aveva spodestato la madre e rapito un'altra donna. Ciò significa che "il generoso" e "il re cacciatore" si fondono l'uno nell'altro come figure già presenti nelle fonti più antiche. Nel XIX secolo lo storico Peter Andreas Munch identificò Gudrød Veidekonge con Goffredo e ipotizzò che i giovani re norvegesi avessero agito come re conquistatori in Danimarca, ma questa ipotesi ricevette scarso supporto.
Nella maggior parte dei casi è possibile affermare che Guðröðr, come una figura leggendaria, ha una natura poliedrica che potrebbe aver preso in prestito tratti da diverse figure storiche, per poi essere essere stata inserita in contesti diversi.